# The Green Leaves of Summer
The Green Leaves of Summer ist ein Song von Dimitri Tiomkin (Musik) und Paul Francis Webster, der 1960 veröffentlicht wurde.

## Geschichte
Tiomkin und Francis Webster schrieben The Green Leaves of Summer für den Film Alamo (1960) unter der Regie von John Wayne, der auch die Hauptrolle spielt. Der Song wird im Film von der Folkband The Brothers Four vorgestellt und erhielt 1961 eine Oscar-Nominierung in der Kategorie Bester Song. Die Version der Brothers Four erreichte Platz 65 der US-Pop-Charts.
Im Liedtext wird an die Zeit des Säens und an die Zeit des Reifens erinnert und auch daran, dass „die grünen Blätter des Sommers“ ihn (den Soldaten) nach Hause rufen, um seine alltäglichen Tätigkeiten wieder aufzunehmen, das Pflanzen ebenso wie das Pflügen, seinem Mädchen den Hof zu machen oder seiner Frau bei der Geburt beizustehen.
Der Song wurde ab 1960 in zahlreichen Coverversionen aufgenommen; Tom Lord listet allein 34 Versionen des Songs im Bereich des Jazz, u. a. in den 1960er Jahren von Tex Beneke, Sarah Vaughan/Billy May, Toots Thielemans, Sil Austin, den Spree City Stompers, Johnny Smith, Maurice Vander, Manny Albam, Stan Kenton, Kenny Ball, Les Elgart, Hampton Hawes, King Fleming, Sarah Vaughan und Wes Montgomery. Weitere Versionen des Songs nahmen auch Ray Conniff, Mahalia Jackson, Ennio Morricone, Mantovani, Hank Snow / Chet Atkins, Patti Page, Eddy Arnold, Nelson Riddle und Herb Alpert auf. Verwendung als Filmmusik fand er erneut in der Version von Nick Perito in Quentin Tarantinos Film Inglourious Basterds (2009).